# Jenaplanschule Erfurt
Die Jenaplanschule Erfurt (Staatliche Gemeinschaftsschule 3 Erfurt) ist eine staatliche Gemeinschaftsschule in Erfurt. Das Schulkonzept richtet sich nach dem Jenaplan. Die Schule befindet sich am Nettelbeckufer 25 in  Erfurt.

## Geschichte

### Geschichte der Schule
Die Jenaplanschule Erfurt nannte sich bis zum 19. August 2019 Gemeinschaftsschule am Nordpark. In der Gemeinschaftsschule am Nordpark wurden am 19. August 2015 die ersten Erstklässler eingeschult. Von da an versuchte man  das Jenaplan-Konzept zu praktizieren, sodass die Gemeinschaftsschule am Nordpark schlussendlich ihren heutigen Namen bekam.

### Geschichte der Gebäude
Die Jenaplanschule besteht aus 2 Gebäuden: „Haus 1“ und „Haus 2“. Haus 1 befindet sich östlich, Haus 2 befindet sich westlich der Gera.
Haus 1 war lange Zeit die Lessingschule. Frühe Darstellungen finden sich auf einer Karte aus dem 19. Jahrhundert.
Haus 2 wurde 1911 erbaut und wurde bis zur Gründung der Gemeinschaftsschule von verschiedenen Schulen genutzt. Vor Haus 2 befindet sich das Lutherdenkmal von Wilhelm Mues. Von 2017 an wurde auf dem vorderen Teil des Schulhofes ein Regenüberlaufbecken (RÜB) gebaut. Dieses wurde 2020 fertiggestellt. 2022 wird dieses Gebäude saniert.

## Förderverein
Die Jenaplanschule Erfurt hat einen Förderverein, der einige Projekte realisiert hat. Zum Beispiel bekommen die Schüler der Jenaplanschule Erfurt jedes Schuljahr Lerntagebücher vom Förderverein gesponsert. Bei einem Spendenlauf der Schüler für den Verein Ukrainischer Landsleute in Erfurt im Nordpark wurde die Verpflegung von dem Förderverein gestellt. Der Förderverein der Jenaplanschule Erfurt wird durch Spenden finanziert.